# 堀和生
堀 和生（ほり かずお、1951年〈昭和26年〉9月26日 - ）は、日本の東アジア経済史学者。京都大学名誉教授。

## 略歴
〈出典：〉
1951年大分県速見郡日出町生まれ。1970年大分県立大分舞鶴高等学校卒業。1975年龍谷大学文学部史学科東洋史学専攻卒業。1979年京都大学大学院文学研究科国史学専攻修士課程修了。1982年同博士課程研究指導認定退学。1994年京都大学より博士（経済学）の学位を取得。京都大学経済学部助教授、教授を経て、2017年定年退職。

## 活動

### 竹島問題
竹島問題（島根県隠岐郡竹島の領有権問題）に関しては、1877年の太政官令を重視し日本の領土ではないとの立場から議論している。
下條正男によると、韓国では竹島について韓国の主張に同調する日本人を「良心的日本人」、竹島を日本領と主張する日本人を「極右学者」として非難するが、韓国の民間団体「独島を日本に知らせる運動連帯」が2013年5月2日中央日報に「朴槿恵大統領に捧げる公開請願」という2面の「極右学者」を非難する意見広告を掲載したが、「日本にも正しい学者が多数いる」として堀は内藤正中、梶村秀樹、芹田健太郎、久保井規夫と共に「良心的日本人」の一人として名前が挙げられている。
堀は、韓国政府の主張する、独島（日本名：竹島）が『三国史記』（1145年）のなかの「于山国」、1530年の『新増東国輿地照覧』（1530年）などに記載された「于山島」にほかならないという見解を支持しており、梶村秀樹とともに「于山は間違いなく独島である」と言明している。

### 小林英夫と原朗の名誉毀損裁判
小林英夫が、原朗によって名誉を毀損されたと訴えた裁判（平成25年（ワ）第16925号　謝罪広告請求事件）において被告側証人となり、「意見書」を提出している。また、小林英夫が、尹亨彬「1929年元山労働者のゼネスト」から「盗作」を行ったと主張している。つまり、小林英夫の処女論文の「元山ゼネスト－1929年朝鮮人民のたたかい」が、北朝鮮の学術雑誌に発表された論文、尹亨彬「1929年元山労働者の総罷業とその教訓」『歴史科学』1964年2号の剽窃であったことを指摘した。

## 慰安婦・慰安所の研究
2012年5月に安秉直（ソウル大学名誉教授）が見つけた『日本軍慰安所管理人の日記』の日本語版監訳者であり(他は木村幹神戸大学教授)、「京大東アジアセンターNews Letter」では、「（慰安婦は）日本兵士の月給の75倍」「軍司令官や総理大臣より高い」収入を得ていたという秦郁彦の主張に対して「過度な単純化ではなく事実認識としてまったく間違っている。」と批判している。堀によれば、「多くの慰安所はすべて日本軍によって動員・組織されたもの」であり、軍は業者を通じて慰安婦を集め、「専用運搬船で輸送」し、「各地の日本部隊に配属」して運営させた。「慰安所は軍の兵站組織の一部であった」ので「慰安婦と慰安所従業員が、軍属の待遇を受けて」おり、軍人と軍属しか使えなかった野戦郵便局の使用は「慰安婦と慰安所従業員は軍属待遇であった」ことを示している。「日本占領地におけるハイパーインフレの実態」の中、軍による「内地送金の規制」、大蔵省による「日本円との交換制限」などがなされ、慰安婦は高収入であったという主張に対しては「まったく間違っている」としている。

## 著書
- 堀和生『朝鮮工業化の史的分析』有斐閣〈京都大学経済学叢書〉、1995年7月。ISBN 4641067457。
- 堀和生 (2003) (韓国語). 한국 근대의 공업화:일본 자본주의와의 관계(韓国近代の工業化——日本資本主義との関係——. 전통과현대 (伝統と現代)社. ISBN 9788988164204[12]

### 共著・編著・共編著
- 植村泰夫ほか 編『東アジア経済の軌跡』青木書店、2001年9月。ISBN 4250201279。
- 堀和生・中村哲『日本資本主義と朝鮮・台湾』京都大学学術出版会、2004年3月。ISBN 4876986304。
- 堀和生・中村哲著 (2005). 日本資本主義と朝鮮・台湾(韓国語版). 전통과현대(伝統と現代)社
- 堀和生・中村哲著 (2005). 日本資本主義と朝鮮・台湾(中国語版). 南天書局